# Bob Gardiner
Bob Gardiner, född 22 mars 1936, är en australisk friidrottare. Han deltog vid olympiska sommarspelen 1964 och olympiska sommarspelen 1968.